# Карлос Маґґі
Карлос Альберто Маґґі Клеффі (ісп. Carlos Alberto Maggi Cleffi, 5 серпня 1922, Монтевідео, Уругвай — 15 травня 2015, Монтевідео) — уругвайський письменник, журналіст, юрист, історик і драматург.

## Життєпис
Будучи юристом, Маґґі займався різними аспектами інтелектуального життя Уругваю.
Він написав кілька п'єс («La trastienda», «La Biblioteca», «La noche de los angeles neizvjesno», El patio de la torcaza, «Frutos»), нариси («El Uruguay y su gente», «Gardel», «Onetti y algo más», «Artigas y su son el Caciquillo») і оповідання (Cuentos de humor-amor). Шість разів отримував нагороди за найкращу національну виставу, прем'єра якої відбулася в Уругваї.
Маґґі написав і зрежисував короткометражний фільм «La raya amarillo», який отримав ґран-прі на Брюссельському кінофестивалі в 1964.
Підготував «Carta Orgánica» («Органічну хартію») Центрального банку Уругваю і був директором Sodre. Його колонки в тижневику «Marcha» та газеті «El País» («El producto culto interno») мали великий читацький попит.
У 2010 році приєднався до виконавчого комітету руху «Concertación Ciudadana».
З присутнім в нього безумовно есеїстичним та неакадемічним стилем, який зробив його дуже доступним автором для широкої публіки, він разом із Даніелем Відартом та Хосе Педро Барраном був одним із авторів, які найбільш наполегливо ставили під сумнів уругвайську культуру. Сам Маґґі неодноразово називав себе «культурологом», тобто тим, хто думає про проблеми реальності згідно з «фактами, що формують людей».
У шлюбі з письменницею Марією Інес Сільва Віла народилося двоє дітей — Ана Марія та Марко. Марко Маґґі — видатний художник-візуаліст.
Помер у Монтевідео 15 травня 2015 року, у віці 92 років. Похований з державними почестями в Законодавчому палаці.

## П'єси
- Il Duce (2013)[8]
- 1611-2011 Mutaciones y aggiornamientos en la economía y cultura del Uruguay (2011)
- Artigas revelado (2009)
- La nueva historia de Artigas (2005)
- El fin de la discusión (2002)
- La guerra de Baltar (2001)
- Artigas y el lejano norte (1999)
- Esperando a Rodó (1998)
- Los uruguayos y la bicicleta (1995)
- La reforma inevitable (1994)
- Amor y boda de Jorge con Giorgina (1992)
- Con el uno, Ladislao (1992)
- El Uruguay de la tabla rasa (1992)
- Artigas y su hijo el Caciquillo (1991)
- Naná. Punta del Este, la noche de los 500 amores (1991)
- La hija de Gorbachov (1991)
- El Urucray y sus ondas (1991)
- Crispín amores Artigas (1990)
- Un cuervo en la madrugada (1989)
- Los militares, la televisión y otras razones de uso interno (1986)
- El patio de la torcaza (1986)
- Frutos (1985)
- Para siempre y un día (1978)
- Un motivo y Rancho en la noche (1973)
- Nueva York A.P.: La muerte de un viajante (1973)
- El baile del cangrejo (1971)
- Un motivo (1968)
- El patio de la torcaza (1967)
- Noticias de la aventura del hombre (1966)
- El pianista y el amor (con otros) (1965)
- El Uruguay y su gente (1963)
- La gran viuda (1961)
- La noche de los ángeles inciertos(1960)
- El apuntador (1959)
- La biblioteca (1959)
- Caracol, col, col (1959), con otros
- La trastienda (1958)
- Polvo enamorado (1951)
- José Artigas, primer estadista de la revolución (1942)